# Couvent d'Inzigkofen
Le couvent d'Inzigkofen était un monastère d'obédience augustinienne à Inzigkofen dans l'arrondissement actuel de Sigmaringen, dans le Bade-Wurtemberg. Il témoigne de l'histoire, de la culture et de la piété d'un monastère de femmes en Haute-Souabe de 1354 à 1856. 
En raison de son importance économique, ainsi que de son impact spirituel et culturel, le monastère a exercé une influence durable sur son environnement pendant un demi-millénaire. 
Grâce aux fonds archivistiques de sa bibliothèque, le monastère d'Inzigkofen demeure un lieu culturel, en favorisant notamment la recherche sur le mysticisme allemand. Le complexe monastique d'Inzigkofen est un monument architectural important du Bade-Wurtemberg, doté d'un centre d'éducation pour adultes.

## Histoire

### 1354-1803
Selon la chronique du monastère, la communauté de femmes d'Inzigkofen a été fondée en 1354 en tant que petit ermitage par deux sœurs d'une famille de la classe moyenne de Sigmaringen, Mechthild et Irmengard Sönnerin, associées à une certaine Lùdgart. L'ermitage est mentionné pour la première fois dans un document en 1356. La communauté des béguinages féminins, qui s'était déjà développée, adopte bientôt la règle du Tiers-Ordre franciscain. Un cloître est édifié en 1388.
Quant au développement religieux, le monastère rejoint un mouvement de réforme augustinien, plus strict que l'ordre franciscain, en 1394.
La Réforme initiée au début du XVIe siècle par Martin Luther n'a pas pris racine à Inzigkofen. C'est seulement sous l'impression de la guerre de Trente Ans et l'exil de Constance de 1632 à 1645 qu'un renouveau spirituel s'opère en 1643. De nouveaux statuts entrent en vigueur, qui renouvellent la stricte clôture. La caractéristique de la vie monastique à Inzigkofen, surtout depuis l'adoption des nouveaux statuts en 1643, consistait en une clôture rigoureusement gérée avec une stricte démarcation du monde extérieur. La conduite quotidienne stricte comprenait également la pratique journalière constante des huit heures canoniques de prière, y compris la messe de minuit qui divise le repos de la nuit, les périodes de jeûne hebdomadaires et saisonnières, diverses pratiques pénitentielles, ainsi que des obligations de prière volontaires supplémentaires et des temps de culte prolongés devant le sacrement de l'autel exposé de jour comme de nuit.
La communauté monastique au XVIIIe siècle, principalement organisée autour d'une quarantaine de moniales, était divisée en une majorité des deux tiers des religieuses de la chorale et en un petit groupe de sœurs anciennes ou laïques. Dans une communauté aux deux classes clairement prononcées, le chœur de femmes se consacre entièrement à la vie spirituelle et participe à l'auto-administration monastique dans divers bureaux, tandis que les sœurs laïques sont principalement chargées des tâches ménagères.

### 1803-1948

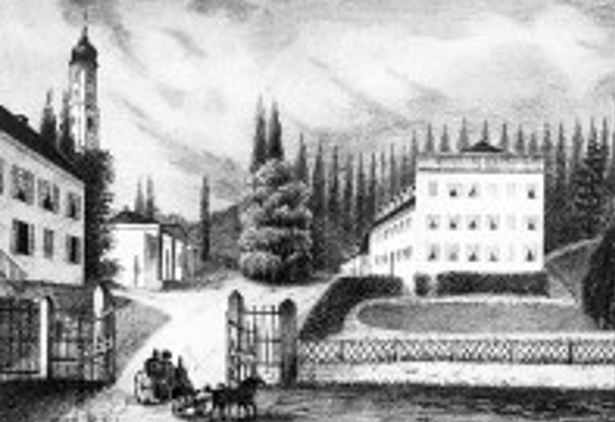
Le château d'Inzigkofen en 1830.

En prévision du recès de la Diète d'Empire de 1803, le prince Antoine Aloys de Hohenzollern-Sigmaringen annonce qu'il prendra possession du monastère. Ce dernier devait recevoir l'église du monastère en compensation partielle de la perte de territoires en Alsace. Le 5 novembre 1802, il ordonne l'expropriation du monastère et le 16 décembre suivant, la propriété du monastère d'une valeur de 4 328 florins est vendue aux enchères. 
Seulement ratifié par le recès d'Empire de 1803, après la sécularisation, la riche propriété du monastère passe officiellement au prince de Hohenzollern-Sigmaringen. Les religieuses conservent le droit de rester et de percevoir les paiements de leur pension jusqu'à la mort de la dernière des leurs en 1856. L'église paroissiale demeure disponible pour les religieuses d'Inzigkofen. La plupart du contenu du monastère, y compris les livres, les documents et les œuvres d'art, a été vendu, hormis quelques biens laissés aux sœurs.
Avec l'abolition du monastère en 1802, la communauté est demeurée vivante ne montrant aucun signe de délitement. À la même époque, commence « l'époque princière » d'Inzigkofen, qui dure 200 ans : en 1810, l'ancien bâtiment des bureaux du monastère est transformé en résidence de campagne. La princesse Amélie Zephyrine de Sigmaringen et son petit-fils le prince héréditaire Charles-Antoine de Hohenzollern-Sigmaringen l'ont utilisée comme résidence d'été entre 1811 et 1848. La zone contiguë à flanc de coteau des deux côtés du Danube a été transformée en un jardin paysager romantique. L'Amalienfelsen voisin fait également partie du complexe.
Sous le Troisième Reich, le bâtiment a été utilisé, de 1939 à 1944, comme entrepôt pour le Service du travail féminin du Reich. Après la Seconde Guerre mondiale, il a servi de camp d'accueil aux réfugiés.

### Depuis 1948

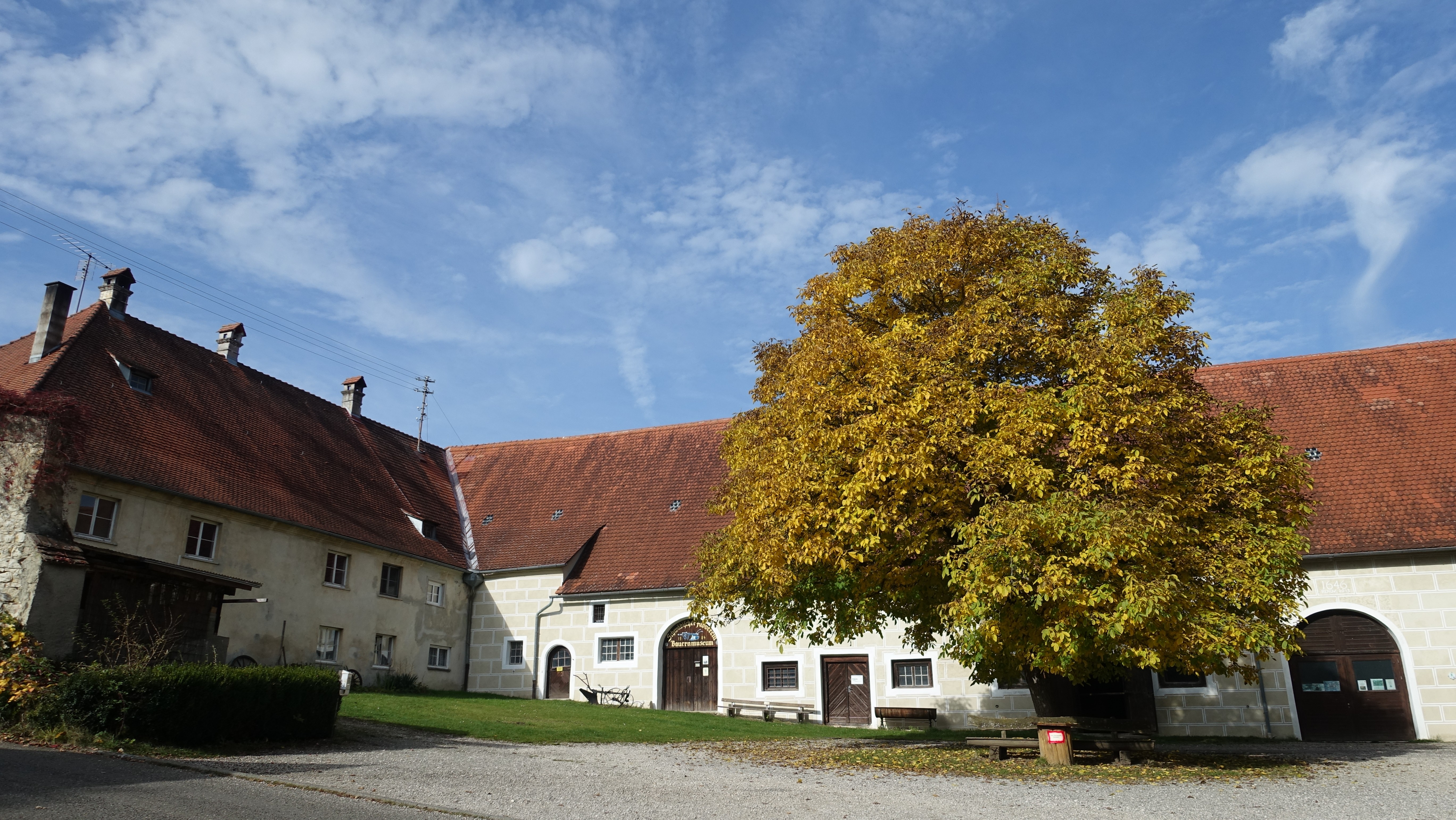
La cour aux tilleuls du couvent.

Depuis 1948, les bâtiments conventuels ont servi au Volkshochschulheim (école du peuple) d'Inzigkofen en tant que lieu indépendant, non confessionnel et non partisan pour l'éducation gratuite des adultes. Les cellules des religieuses ont été converties en chambres afin de permettre des cours hebdomadaires et des séminaires de week-end lorsqu'ils sont utilisés comme centre d'éducation des adultes. La salle capitulaire est la plus grande des salles de cours.
En 2002, la municipalité d'Inzigkofen a acheté l'ensemble du complexe monastique à l'intérieur du mur d'enceinte de la Maison princière de Hohenzollern. Comme le couvent est resté inchangé durant les 200 ans après sa sécularisation, il a été considéré à cette époque comme le monastère le mieux conservé du sud-ouest de l'Allemagne. L'association de parrainage Volkshochschulheim, qui a loué le complexe monastique de la municipalité d'Inzigkofen, a calculé en 2002 que la rénovation coûterait cinq millions d'euros. Cette somme n'a pu être levée que grâce à la Landesstiftung Baden-Wuerttemberg qui a cofinancé le projet. 
Les travaux de rénovation ont commencé en 2004 par le cloître et le bâtiment appelé Mesnerhaus qui ont été achevés en 2007. D'autres travaux de rénovation importants ont eu lieu en 2007 et 2008. Le bâtiment principal a été rénové avec une nouvelle façade, la cuisine et la salle-à-manger ont été rénovées, des chambres supplémentaires ont été équipées de salles d'eau.
En décembre 2008, la Fondation des monuments du Bade-Wurtemberg a nommé l'ancienne Fondation du chœur des Augustins Inzigkofen « Monument du mois ». Après le bâtiment du sacristain, dont la restauration est financée à hauteur de 100 000 euros depuis 2003, la fondation du monument s'est entièrement consacrée à la restauration de la salle capitulaire et a dégagé 100 000 euros supplémentaires à cet effet.
Entre 2003 et 2010, un total de 6 500 000 euros d'euros a été investi dans la rénovation du complexe monastique. En juin 2010, l'achèvement de la rénovation du bâtiment du couvent et la préservation des bâtiments historiques ont été célébrés en présence du secrétaire d'État Hubert Wicker .